# IJskapdynamica

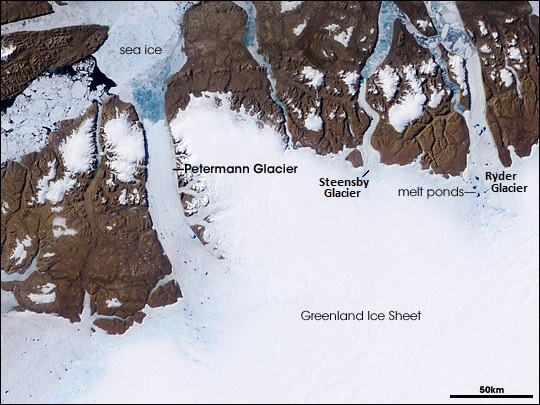
Afvoergletsjer (Engels: outlet glacier). De 70 km lange en 15 km brede Petermann Glacier als een van de afvoergletsjers van de Groenlandse ijskap. Bij aanvang heeft deze een ijsdikte van 600 meter eenmaal in zee tussen 30 en 80 meter. De blauwe kleur aan de rand van de ijskap geeft het afsmelten in de zomer aan.

Groenlandse ijskap, ijsdikte, (links boven een deel van de Canadese ijskap).

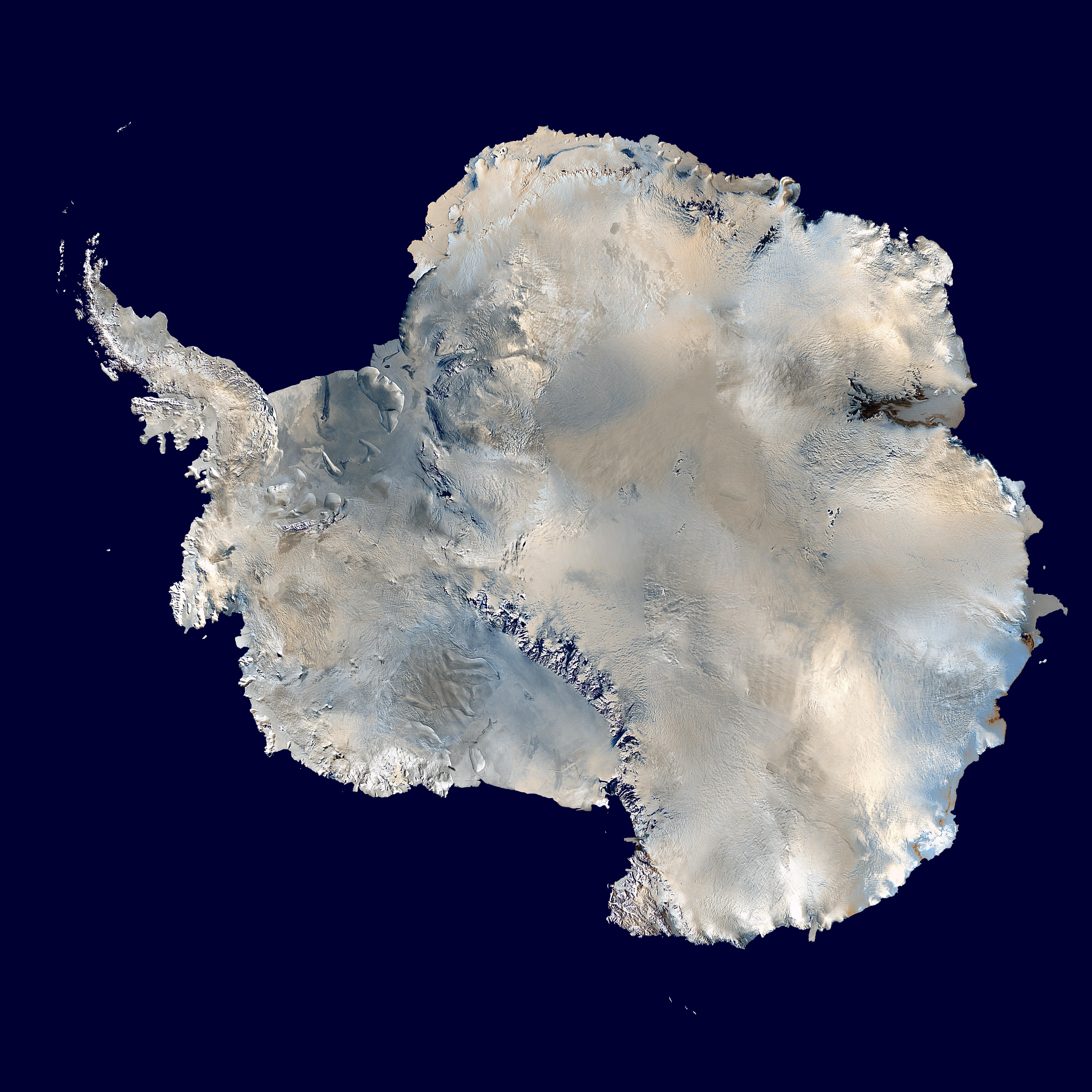
Antarctische ijskap (satellietfoto).

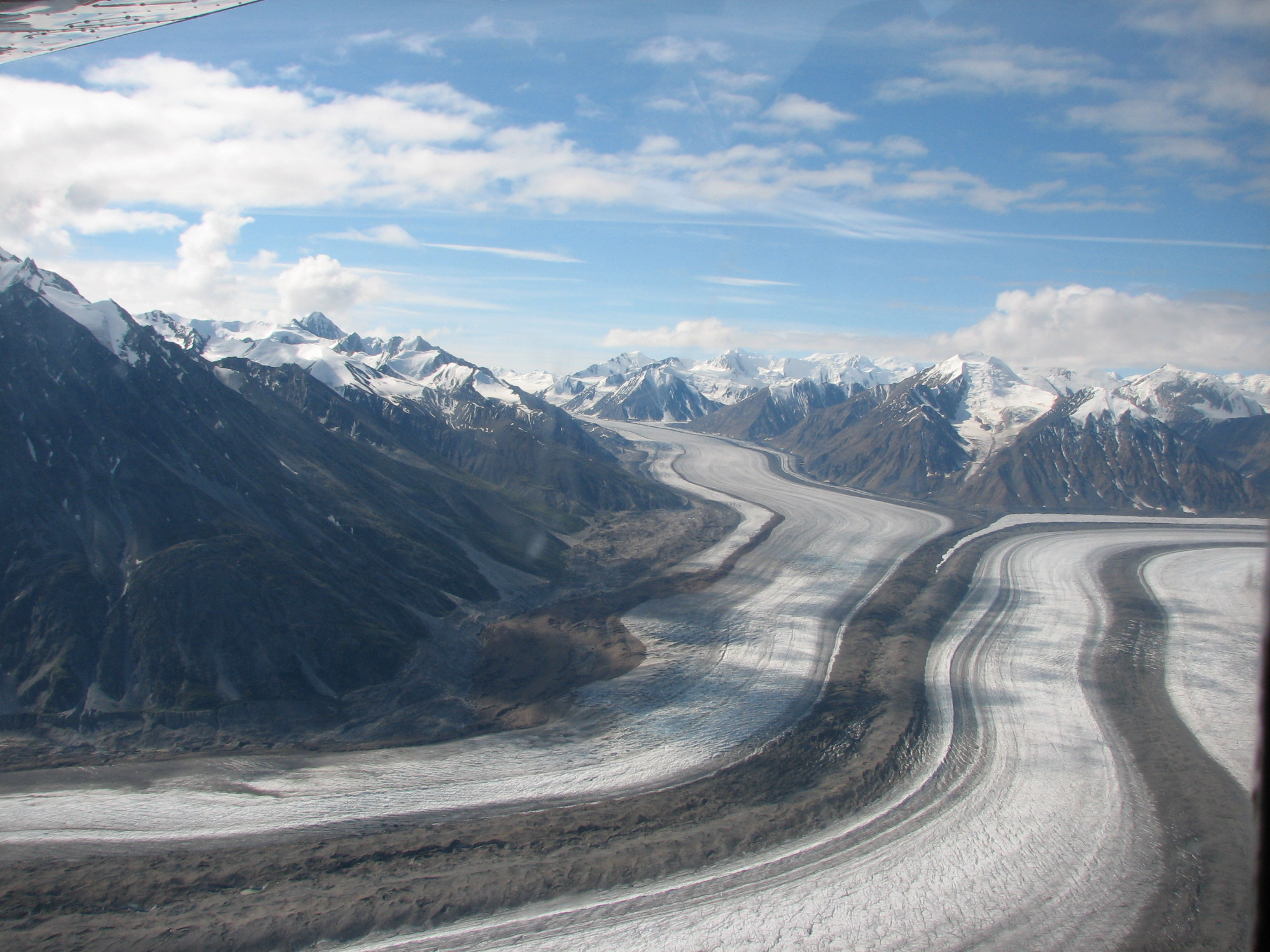
Kluane-ijsveld, Canada, British Columbia. De Kluane is mondiaal het grootste 'non-polar icefield'.

De moderne ijskapdynamica als onderdeel van de klassieke mechanica bestudeert de veranderende massahuishouding van een ijskap door massatransport. De afvoer van overtollige ijsmassa's vanuit een enorm accumulatiegebied naar het smeltgebied of een afkalvingsgebied in zee vindt plaats via meerdere afvoergletsjers (Engels: outlet glacier) die met de ijskap in verbinding staan. IJsstromen die niet met de ijskap in verbinding staan worden ook wel individuele of lokale gletsjers genoemd. De gletsjerdynamica van ijsstroming en de moderne ijskapdynamica van ijsbeweging die pas goed tot ontwikkeling is gekomen na de inzetbaarheid van remote sensing en satellieten in het jaar 1979, laten zien dat een ijskap veel en veel trager op een klimaatverandering reageert dan een aan de rand gelegen individuele of continentale gletsjer. 
De dynamica van een ijskap waarvan de ijsbeweging in een horizontaal vlak niet is begrensd door de rotsbodem of door de een of andere vallei, is bij een klimaatverandering niet meer in evenwicht. Voor een veranderende massahuishouding van de ijskap (dM/dt) geldt de navolgende differentiaalvergelijking: 
dM/dt = accumulatie - smelten - afkalving
Hierin is M de totale ijsmassa van de ijskap en t de tijd.

## Groenlandse ijskap
De hoeveelheid droge sneeuwval over het bijzonder grote accumulatiegebied van de  Groenlandse ijskap varieert over het gehele gebied maar weinig en is per vierkante meter gezien maar klein. Hier speelt afkalving een rol in de massahuishouding. Een groot aantal afvoergletsjers transporteren het overtollige ijs van de Groenlandse ijskap naar zee waar ijsbergen worden gevormd. De bijdrage van het verlies aan ijs door ijsbergen of door het afbreken van ijsplaten bedraagt via afvoergletsjers, die veelal aan de rand door een diepe vallei stromen, naar schatting 50%. Het smeltseizoen van drie maanden, dat goed is voor de andere 50%, start aan de rand van de ijskap in de maand juni en eindigt eind augustus. De hoger gelegen gebieden in het binnenland smelten enkele dagen per jaar en dat smeltwater komt niet in zee terecht, maar bevriest in het droge poolijs opnieuw waardoor de eigenschappen van het ijs maar zeer en zeer langzaam veranderen. Naast de enorme ijskap heeft Groenland duizenden individuele gletsjers die aan de rand liggen en niet met de ijskap in verband staan. Deze hebben een grenslijn tussen het ijsstroomgebied van de gletsjer en de ijsbewegingen van de ijskap.

## Antarctische ijskap
Voor de Antarctische ijskap geldt een extremere situatie. Het klimaat van Antarctica is veel kouder dan in Groenland. Aan de kust van Antarctica blijft de zomertemperatuur veelal onder de nul graden Celsius. Hier is vrijwel geen sprake van smelten. De Antarctische ijskap kan alleen maar krimpen door afkalving. Indien de Antarctische ijskap zich in een evenwichtssituatie zou bevinden (dM/dt = 0) dan moet de afkalving van ijsstromen of het afbreken van grote ijsplaten per jaar gelijk zijn aan de totale accumulatie van sneeuw. Aan de kust is dat zo'n 50 tot 100 centimeter per jaar (1,5 tot 3 meter aan droge sneeuw) en in het binnenland zo'n 5 centimeter.  Onderzoekingen schatten dat als gevolg van een warmer klimaat de neerslag in het zeer koude binnenland van Antarctica zal toenemen. De betekenis hiervan is dat de Antarctische ijskap een enorm accumulatiegebied is en dat deze t.o.v. de Groenlandse ijskap een dempende werking zou kunnen hebben tijdens een wereldwijde opwarming.
Metingen van na 2010 tonen echter vooral in de West-Antarctische ijskap een versnelde toename aan van ijsverlies door afkalving. De Oost-Antarctische ijskap was tot nu toe een vrij stabiele ijsmassa, maar ook daar lijkt een proces van afsmelting ingezet.

## Canadese ijskap
De Canadese ijskap is verdeeld over meer dan 30.000 Arctische eilanden ook wel pooleilanden genoemd. Deze liggen ten noordwesten van Groenland en hebben door de hedendaagse klimaatgevoeligheid veel meer dan de Antarctische en Groenlandse ijskap last in de zomer van afsmelting dan van jaarlijkse afkalving. De afvoergletsjers en individuele gletsjers zijn in de ijskap- en gletsjerdynamica van het type subpolair en vertonen met veel grotere regelmaat dan elders het verschijnsel van 'glacier surging'. De polythermische gletsjers, waar het ijs vanaf een zekere diepte op het smeltpunt ligt, treft men ook aan in Alaska. 

Na Antarctica en Groenland omvatten de Canadese ijskappen (Engels: ice sheet, groter dan 50.000 km²) een derde van al het landijs. Een verklaring voor de hedendaagse klimaatgevoeligheid van de pooleilanden bieden de smeltende sneeuwvelden en het zee-ijs nabij de Canadese ijskappen. Sneeuw en ijs reflecteren een grote hoeveelheid van het invallende zonlicht, waardoor het oppervlak niet te snel kan opwarmen en te snel kan wegsmelten. Maar is het ijs en de sneeuw eenmaal weggesmolten dan wordt door het land of de zee meer warmte opgenomen. En dat veroorzaakt een lokaal effect van opwarming die meer dan het dubbele bedraagt dan mondiaal het geval zou zijn.

IJsvelden (Engels: ice field) zijn veelal kleiner dan ijskappen. Zo heeft het Columbia-ijsveld met een oppervlak van 325 km² zes afvoergletsjers. Ice sheets en ijskappen hebben in de topografie een eigen vorm ze zijn hoger dan de omgeving of het gebergte en ijsvelden zijn lager dan het omringde gebergte.